# Charles Marston

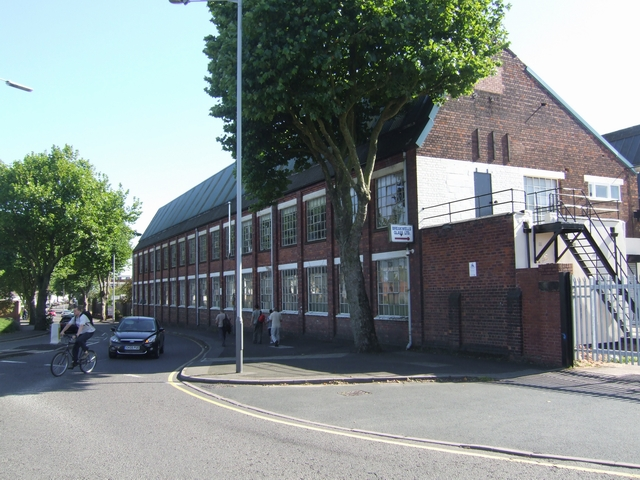
Antiguos talleres de la empresa Villiers en Wolverhampton

Sir Charles Marston (6 de abril de 1867 - 21 de mayo de 1946) fue un exitoso industrial británico ligado a las compañías fabricantes de motocicletas Sunbeam y Villiers Engineering, que financió varias excavaciones arqueológicas importantes en Palestina entre 1929-1938.

## Semblanza
Nacido en Wolverhampton, Charles era hijo del industrial John Marston, fundador de la compañía Sunbeam. Pasó a formar parte del negocio familiar en 1885, fundando en 1898 la compañía Villiers Engineering como subsidiaria de Sunbeam. Villiers se convirtió en una compañía muy rentable debido a su invención de la rueda de bicicleta de piñón libre y al prestigio de sus motores ligeros. Gracias a su éxito, logró financiar sus diversos intereses, muchos de ellos basados en la arqueología. Desde 1942 hasta su muerte, Charles presidió el Victoria Institute.
Dedicó un largo período de su vida a la política, principalmente como eminencia gris del Partido Conservador, aunque siempre rechazó las ofertas que se le hicieron para presentarse al Parlamento.
Era miembro de la FSA (la Sociedad de Eruditos de Londres), y de la Venerable Orden de San Juan.

## Arqueología
Charles estaba profundamente interesado en la arqueología y fue elegido presidente de la "Sociedad Arqueológica de Shropshire", apoyando financieramente sus excavaciones en Palestina a partir de 1929. Financió las excavaciones de John Garstang en Jericó además de otras campañas realizadas durante la década de 1930, momento en el que se convirtió en el principal contribuyente del Fondo de Exploración en Palestina.
También fue autor de dos obras populares sobre arqueología bíblica, "The Bible is True" (La Biblia es Verdad) (1934), seguida de "The Bible is Alive" (La Biblia está Viva) (1937).
Aunque no era un arqueólogo profesional, Marston fue miembro de varias sociedades académicas, incluida la Society of Antiquaries of London, donde se formó como autodidacta de arqueología e historia antigua. También participó en algunas de las excavaciones de John Garstang en Jericó, además de apoyar financieramente las excavaciones.

## Puntos de vista religiosos
Marston, que no era un cristiano fundamentalista ni liberal, se veía a sí mismo como alguien situado en un punto medio, con una fe fuerte, pero interesado en la precisión histórica del Antiguo Testamento, convirtiéndose en uno de los primeros partidarios notables de la alta crítica relativa a la Biblia:

Porque, todavía no hemos arañado la superficie del conocimiento bíblico. No sabemos una décima parte de la verdad, históricamente hablando. Y lo que hay que hacer con limpieza es que todos esperemos, nos reservemos el juicio, hasta que ese conocimiento llegue a nuestro poder. Eso se aplica tanto a los fundamentalistas como a los modernistas. El fundamentalista acérrimo está bastante equivocado, creo, al insistir en una corrección palabra por palabra y letra por letra de la versión de del rey Jaime. Y el modernista, el extremista en el otro extremo, está igualmente equivocado al saltar a juicios rápidos y conclusiones descabelladas sobre la mera crítica textual.

También fue un defensor del israelismo británico. Hablando en una reunión de laicos en el Caxton Hall de Westminster, el sábado 2 de febrero de 1929, declaró:

Gran Bretaña fue la primera de todas las naciones en adoptar el cristianismo. El estudio de la Biblia y los resultados de la Gran Guerra me obligan a llegar a la conclusión cierta de que hoy, como nación, representamos a las Ovejas Perdidas de la Casa de Israel...

Marston era un creacionista, y sucedió a John Ambrose Fleming como presidente del Movimiento de Protesta contra la Evolución.